# ∞ (うしろゆびさされ組のアルバム)
『∞』（アンリミテッド） は1987年3月11日に発売されたうしろゆびさされ組のベスト・アルバム。発売元はキャニオン・レコード（当時）。

## 概要
- A面は秋元康作詞の既発シングルA面全6曲、B面は沢ちひろ作詞の新曲4曲を含む5曲の全11曲収録のハーフベストアルバム。
- 初のベストアルバムであり、ラストアルバムである。
- LPのみ年表「うしろゆびのあゆみ」が封入されている。
- CTとCDにはオリジナルアルバム未収録の「女学生の決意」「あぶないサ・カ・ナ」が追加収録されている。

## 収録曲
- A面全作詞：秋元康
- B面全作詞：沢ちひろ
- 作曲/編曲：後藤次利（特記以外）

A面
1. うしろゆびさされ組
  - 編曲：佐藤準
2. バナナの涙
3. 象さんのすきゃんてぃ
4. 渚の『・・・・・』
5. 技ありっ!
6. かしこ

B面
1. ◉ OR Ⓧ
2. ハナイチモンメ
3. ピタゴラスをぶっとばせ
4. πの悲劇

### CD
1. うしろゆびさされ組
2. バナナの涙
3. 象さんのすきゃんてぃ
4. 渚の『・・・・・』
5. 技ありっ!
6. かしこ
7. ◉ OR Ⓧ
8. ハナイチモンメ
9. ピタゴラスをぶっとばせ
10. πの悲劇
11. あぶないサ・カ・ナ
  - 作詞: 沢ちひろ
  - 作曲・編曲: 芹澤廣明
12. 女学生の決意
  - 作詞：秋元康
  - 作曲：西崎憲
  - 編曲：山川恵津子